# Ranunculus minutiflorus
Ranunculus minutiflorus là một loài thực vật có hoa trong họ Mao lương. Loài này được Bert. ex Phil. miêu tả khoa học đầu tiên.